# 陳威 (弘治進士)
陳威（1461年—？），字民望，江西撫州府臨川縣人，民籍，明朝政治人物。

## 生平
江西鄉試第三十四名舉人。弘治三年（1490年）中式庚戌科會試第二百四十三名，三甲第一百一十二名進士。授行人，九年六月都察院理刑，次年实授廣西道監察御史，丁憂服闋，十三年二月復除原职。正德二年（1507年）巡按四川，出为松江府知府，六年正月考察以奔竞去職。

## 家族
曾祖陳孔立；祖父陳彥持，封主事；父陳勉，知府。母梁氏（封安人）。重庆下。